# Friedrichskoog
Friedrichskoog là một đô thị thuộc huyện Dithmarschen, trong bang Schleswig-Holstein, nước Đức. Đô thị Friedrichskoog có diện tích 53,96 km², dân số thời điểm 31 tháng 12 năm 2006 là 2522 người. Đô thị Friedrichskoog toạ lạc gần nơi sông Elbe đổ vào Biển Bắc, khoảng 25 km về phía tây nam của Heide, và 25 km về phía đông bắc của Cuxhaven.